# Plesiochrysa litorosa
Plesiochrysa litorosa is een insect uit de familie van de gaasvliegen (Chrysopidae), die tot de orde netvleugeligen (Neuroptera) behoort. 
Plesiochrysa litorosa is voor het eerst wetenschappelijk beschreven door Navás in 1911.